# Felix Grundy

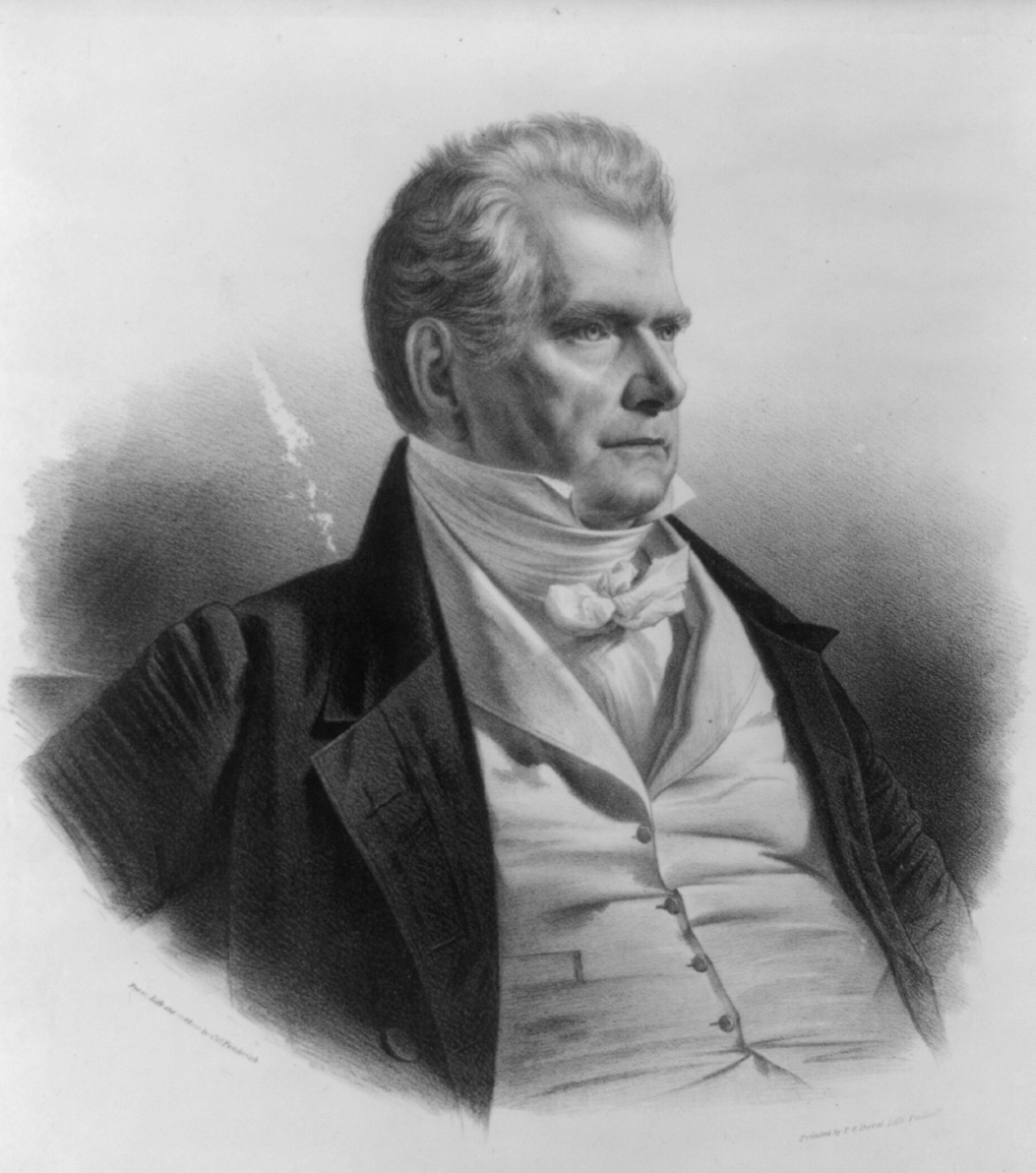
Felix Grundy

Felix Grundy, född 11 september 1777, död 19 december 1840, var en amerikansk politiker.
Grundy föddes i Berkeley County, Virginia (Berkeley County är numera i West Virginia som skiljdes från Virginia 1863). Han inledde sin politiska karriär i delstaten Kentucky där han också arbetade som advokat. 1807 flyttade han till Nashville, Tennessee.
Grundy var ledamot av USA:s representanthus 1811-1814. Då var han demokrat-republikan. Hans partimedlemmar kallades allmänt för republikaner (vissa av dem kallade sig hellre redan då demokrater) men de skulle senare lägga grunden till det demokratiska partiet. Grundy var en anhängare av Andrew Jackson. Som sådan var han ledamot av USA:s senat 1829-1838 och 1839-1840. Som USA:s justitieminister tjänstgjorde han under president Martin Van Buren 1838-1839. Han avled i Nashville där hans grav finns på Mount Olivet Cemetery.
Fyra delstater, bland dem Tennessee, har en Grundy County Felix Grundy till ära.